# Ban Chấp hành Trung ương Đảng Cộng sản Cuba

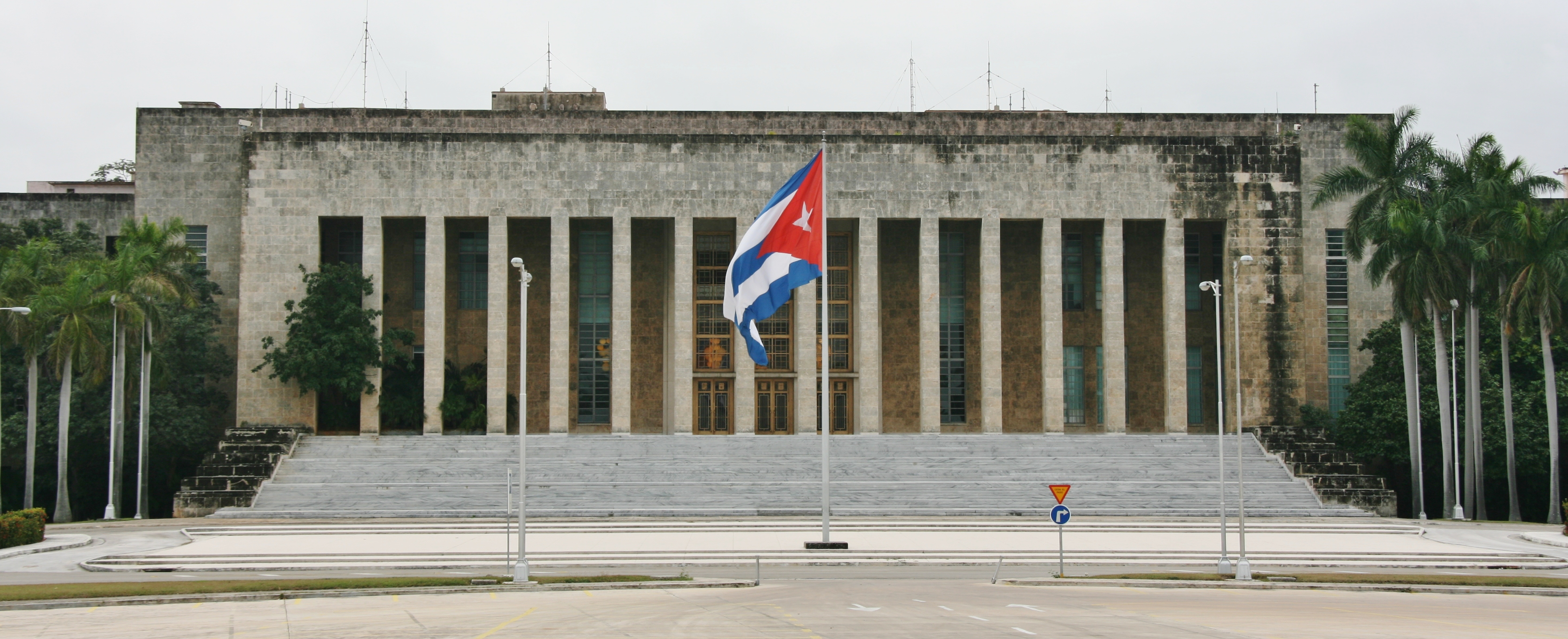
Cung Cách mạng trụ sở Ban chấp hành Trung ương, Hội đồng Nhà nước, Hội đồng Bộ trưởng Cuba, Havana

Ban Chấp hành Trung ương Đảng Cộng sản Cuba (tiếng Tây Ban Nha: Comité Central del Partido Comunista de Cuba) được thành lập ngày 3/10/1965, được xác định là cơ quan có quyền lực cao nhất giữa 2 kỳ Đại hội. Quyết định số lượng thành viên Bộ Chính trị, lựa chọn và bầu Bí thư thứ nhất và Bí thư thứ hai.
Ban chấp hành Trung ương chịu trách nhiệm thực hiện nghị quyết, chính sách và cương lĩnh do Đại hội Đảng phê chuẩn. Phiên họp Trung ương được tổ chức 2 lần 1 năm và được triệu tập bất thường bởi Bộ Chính trị.
Sau Đại hội lần thứ VI tháng 4/2011, Ban chấp hành gồm 114 Ủy viên, Bí thư thứ nhất là Raul Castro và Bí thư thứ hai là José Ramón Machado Ventura.

## Hội nghị toàn thể
Hội nghị toàn thể Trung ương là phiên họp đầu tiên của Ban chấp hành Trung ương Đảng, tại phiên họp Ban chấp hành Trung ương:
- Quyết định số thành viên chính thức và dự khuyết của Bộ Chính trị, Ban Bí thư, Ủy ban Kiểm tra Xem xét Quốc gia. Ủy viên dự khuyết không tự động trở thành thành viên chính thức khi chỗ trống trong Bộ Chính trị diễn ra.
- Bầu trong số thành viên chức vụ Bí thư thứ nhất và thứ hai, thành viên khác, và dự khuyết Bộ Chính trị, thành viên Ban Bí thư, Chủ tịch Ủy ban Kiểm tra và Xem xét Quốc gia.
Cũng bầu ra thành viên của Ủy ban Kiểm tra và Xem xét Quốc gia, thành viên không nhất thiết buộc thưộc Ban chấp hành Trung ương.[2]

## Chức năng và quyền hạn
Điều 20 Quy chế Đảng Cộng sản Cuba quy định:
"Ban chấp hành Trung ương Đảng đề ra các quy tắc chung cho Đại hội Đảng Toàn quốc, Đại hội các cấp và hình thức bầu chọn thành viên tham dự Đại hội Đảng;"
Điều 47 Quy chế Đảng Cộng sản Cuba quy định:
"Trong giữa 2 kỳ Đại hội Ban chấp hành Trung ương là cơ quan cao nhất lãnh đạo Đảng. Hội nghị toàn thể của Trung ương xác định số lượng thành viên của Bộ Chính trị và chọn ra từ thành viên Bí thư thứ nhất và thứ hai và các thành viên khác trong Ban chấp hành."
Ngoài ra Ban chấp hành Trung ương còn có quyền hạn và chức năng sau: 
- Thực hiện cương lĩnh nền tảng, quy chế, nghị quyết và hiệp định đã được phê chuẩn bởi Đại hội Đảng
- Chỉ đạo và kiểm tra các ngành và tổ chức của Đảng và hướng dẫn trong việc hoạt động;
- Cung cấp hướng dẫn các chính sách cho các cơ quan Nhà nước để phát triển, kiểm tra việc thực hiện, và tích cực giúp đỡ trong thực tiễn;
- Đưa ra những chỉ đạo và hướng dẫn hoạt động cho Liên minh thanh niên cộng sản, hướng dẫn công việc các tổ chức đoàn thể và các tổ chức xã hội khác, giám sát các hoạt động thực tiễn;
- Nghiên cứu chung và kế hoạch từng năm, thiết lập sự hướng dẫn và chỉ đạo chung;
- Thúc đẩy việc đào tạo và bồi dưỡng cho các cán bộ lãnh đạo và vị trí phù hợp với khả năng, năng lực, trung kiên và lòng trung thành với cách mạng; tiếp tục phát triển văn hóa, kỹ thuật, chính trị và tư tưởng, và đưa ra chỉ đạo chung liên quan đến việc phát triển đào tạo văn hóa, kỹ thuật, chính trị và tư tưởng của các thành viên;
- Quyết định bất cứ sự thay đổi hoặc sửa đổi nào được giới thiệu về cấu trúc và chức năng của Đảng; miễn là phù hợp với quy chế;
- Phê chuẩn bất cứ điều gì cần thiết để thi hành quy chế của Đảng;
- Phê chuẩn và áp dụng các biện pháp kỷ luật cho đảng viên và ứng viên, và cả thành viên của Trung ương Đảng, hoặc bất cứ ngành hay tổ chức của Đảng khi vi phạm quy chế, nguyên tắc của Đảng, chức vụ hoặc kỷ luật;
- Thông qua ngân sách Đảng và phân phối ngân quỹ;
- Thiết lập các chuẩn mực đảm bảo việc kiểm tra thu nhập định kỳ và chi tiêu, và mọi thứ khác liên quan tới tài chính và các đồ vật, hoặc đồ dùng mà các tổ chức và ngành của Đảng sử dụng;
- Thiết lập và chỉ đạo cơ quan và doanh nghiệp được yêu cầu tạo thuận lơi cho công việc của Đảng;
- Đại diện cho Đảng Cộng sản Cuba trong mối quan hệ với các phong trào cách mạng và các Đảng các quốc gia;